# 学煜毛蕨
学煜毛蕨（学名：Cyclosorus houi）为金星蕨科毛蕨属下的一个种。